# Zerofavola (prima parte)
Zerofavola (prima parte) è una raccolta del cantautore romano Renato Zero pubblicata nel 1993.
Nello stesso anno sarà pubblicato un seguito di questa raccolta, cioè Zerofavola (seconda parte).

## Tracce
1. Madame
2. Inventi
3. Morire qui
4. Un uomo da bruciare
5. Manichini
6. Triangolo
7. La favola mia
8. Scegli adesso oppure mai
9. No! Mamma, no!
10. Mi vendo
11. Sogni di latta
12. Sbattiamoci
13. Il carrozzone
14. Grattacieli di sale
15. La tua idea
16. Baratto
17. Il cielo
18. Sesso o esse
19. Periferia